# Malaysias Grand Prix 2008
Malaysias Grand Prix 2008 var det andra av 18 lopp ingående i formel 1-VM 2008.

## Rapport
Felipe Massa i Ferrari tog pole position före stallkamraten Kimi Räikkönen och Heikki Kovalainen och Lewis Hamilton i McLaren. De två senare flyttades senare ner fem placeringar var för att ha hindrat förare under kvalificeringen. Istället fick Jarno Trulli och Robert Kubica i Toyota respektive BMW starta från andra raden.
Loppet blev till en början en duell mellan Ferrariförarna Massa och Räikkönen, vilken Räikkönen vann dels för att han var snabbare och dels för att Massa senare snurrade av och bröt loppet. Hamilton hade problem med bilens inställningar och efter ett misslyckat depåstopp var hans chanser till en framskjuten placering borta. Räikkönen vann loppet före Kubica och Kovalainen. Kubicas andraplats är hans bästa placering hittills.

## Resultat
1. Kimi Räikkönen, Ferrari, 10 poäng
2. Robert Kubica, BMW, 8
3. Heikki Kovalainen, McLaren-Mercedes, 6
4. Jarno Trulli, Toyota, 5
5. Lewis Hamilton, McLaren-Mercedes, 4
6. Nick Heidfeld, BMW, 3
7. Mark Webber, Red Bull-Renault, 2
8. Fernando Alonso, Renault, 1
9. David Coulthard, Red Bull-Renault
10. Jenson Button, Honda
11. Nelson Angelo Piquet, Renault
12. Giancarlo Fisichella, Force India-Ferrari
13. Rubens Barrichello, Honda
14. Nico Rosberg, Williams-Toyota
15. Anthony Davidson, Super Aguri-Honda
16. Takuma Sato, Super Aguri-Honda
17. Kazuki Nakajima, Williams-Toyota

### Förare som bröt loppet
- Sebastian Vettel, Toro Rosso-Ferrari (varv 39, hydraulik)
- Felipe Massa, Ferrari (30, snurrade av)
- Adrian Sutil, Force India-Ferrari (5, hydraulik)
- Timo Glock, Toyota (1, olycka)
- Sébastien Bourdais, Toro Rosso-Ferrari (0, snurrade av)